# 怀来站
怀来站位于河北省张家口市怀来县土木镇太平堡村西南侧、太平沟村东南侧，是京包客运专线京张段的一座车站，于2019年12月30日启用。

## 车站设计
怀来站基于怀来悠久的葡萄种植史，将“葡萄美酒夜光杯”作为设计主题。站房正面设有10根形似葡萄藤的Y型立柱，外幕墙采用取意鸡鸣驿古城墙香槟色的陶土板，并装饰有四幅铜浮雕，分别展现“一座古城”（鸡鸣驿古城）、“一位英雄”（怀来出身的战斗英雄董存瑞）、“一瓶美酒”（中国第一瓶干白葡萄酒诞生地）、“一湖净水”（官厅水库）的意象，体现怀来的自然人文景观和文化内涵。二层候车厅顶棚吊顶以葡萄藤架和中式园林建筑椽木结构为设计灵感，吊挂13块金属网，玻璃围挡上装饰有数组网幕图画，地面装饰有将葡萄叶、葡萄粒、雪花、奥运五环等元素结合在一起的拼花。本站设有10米宽进站天桥1座，8米宽旅客出站地道1座，站房1、2层均设有候车区，一层候车区通往1站台，二层经由天桥可到达1站台和2站台乘车。

## 车站结构
怀来站设有2座侧式站台及4股道，站台采用双柱多曲面不对称悬挑式饰面级清水混凝土雨棚，为此类雨棚在中国的首次应用，雨棚柱形似高脚杯，呼应“葡萄美酒夜光杯”的主题。
| 站房 2层 | 候车室   | 2层候车室、检票口、进站天桥          |
| 站房 1层 | 售票区   | 售票处                               |
| 站房 1层 | 候车室   | 进站口、安检                         |
| 站房 1层 | 候车室   | 候车区、检票口、进站通道             |
| 站房 1层 | 出站口   | 出站闸机                             |
| 站台     | 侧式站台 | 侧式站台                             |
| 站台     | 1站台    | 京包客运专线往北京北方向（东花园北） |
| 站台     | 正线     | 京包客运专线上行列车通过线           |
| 站台     | 正线     | 京包客运专线下行列车通过线           |
| 站台     | 2站台    | 京包客运专线往包头方向（下花园北）   |
| 站台     | 侧式站台 |                                      |
| 地下     | 地道     | 出站地道                             |

## 历史

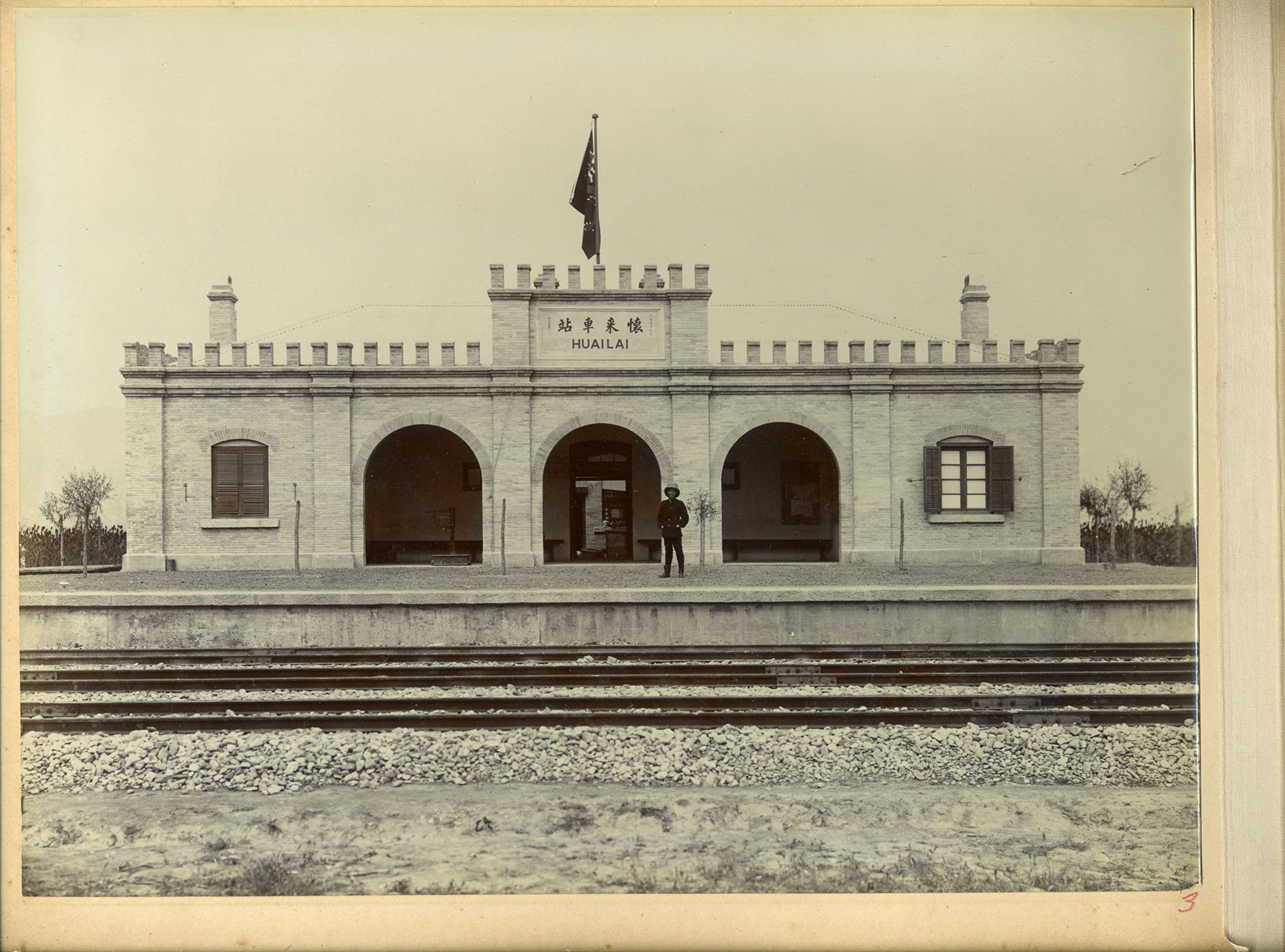
1955年撤销的原京张铁路怀来站

原京张铁路曾在距康庄站11.57公里处设怀来站，1955年因修建官厅水库，康庄-狼山段改线，原怀来站被撤销。现有怀来站于2017年开始建设，2019年12月30日启用。